# Spoorlijn 54 Mechelen - Terneuzen
Spoorlijn 54 is een Belgisch-Nederlandse spoorlijn tussen Mechelen en Terneuzen die in totaliteit ruim 67 kilometer lang is. Enkel de gedeeltes van de aansluiting met spoorlijn 55 te Terneuzen tot de Axelse vlakte en van Mechelen tot Sint-Niklaas zijn in gebruik.

## Geschiedenis
Spoorlijn 54 werd aangelegd en geëxploiteerd door de in 1861 opgerichte private spoorwegmaatschappij Société Anonyme du Chemin de Fer International de Malines à Terneuzen, kortweg M-T. Het doel van deze noord-zuidverbinding was enerzijds de afzet van steenkool uit het bekken van Charleroi te vergroten, anderzijds het internationale transport door België te bevorderen. De spoorweg speelde een zeer belangrijke rol in het economisch en sociaal leven, en was van doorslaggevende betekenis voor de ontsluiting en de mobiliteit van de provincies Oost-Vlaanderen en Antwerpen, in het bijzonder de regio's Waasland en Klein-Brabant. Vandaar dat ook de stads- en gemeentebesturen van Sint-Niklaas (waar de hoofdzetel van de maatschappij was gevestigd), Temse, Bornem, Puurs en Willebroek voor een (belangrijk) deel tussenkwamen in de financiering van de spoorweg. In Nederland was de spoorlijn vooral van belang voor de ontsluiting van de haven van Terneuzen en het vergroten van het afzetgebied van Zeeuwse landbouwproducten. In 1870 gingen er treinen rijden tussen Mechelen en Sint-Niklaas. Op 10 april 1871 was de gehele lijn tussen Mechelen en Terneuzen in gebruik.
Om de 67 km tussen Hombeek (Mechelen) en de aansluiting op de lijn Gent – Terneuzen te overbruggen, werden drie bruggen gebouwd: in Willebroek, Temse en Sluiskil (Nederland). De brug in Temse - de lastigste opdracht in het project - werd ontworpen door de Franse ingenieur Gustave Eiffel, de man die later ook de Eiffeltoren zou bouwen. De eerste brug over de Schelde tussen Temse en Bornem werd 343 meter lang en was in 1870 voltooid.
De eerste reizigerstreinen tussen Mechelen en Temse gingen rijden in 1870. De spoorweg kende een belangrijke groei en bloei en dit onderstreepte haar grote sociaaleconomische betekenis. Tijdens de Eerste Wereldoorlog liep de brug ernstige schade op (vooral het beweegbare gedeelte), maar zij bleef functioneren en werd in 1924 volledig hersteld. Tot in de jaren '20 bleef de maatschappij groeien en succes kennen.
De economische crash in de jaren '30 leidde een kentering in, gevolgd door de Tweede Wereldoorlog. In mei 1940 werd de Temsebrug om strategische redenen door Belgische en (vooral) Franse genietroepen opgeblazen. De Tweede Wereldoorlog betekende de doodsteek voor de maatschappij M-T. In 1948 werd de exploitatie van de lijn overgedragen aan de NMBS in België en aan de NS in Nederland. De maatschappij Mechelen-Terneuzen werd officieel ontbonden in 1951.

### Mogelijke sluiting
In september 2021 lekte uit dat Infrabel overwoog om de lijn te sluiten, samen met drie andere spoorlijnen. Dit zou komen door de besparingen die de federale overheid het spoorwegbedrijf wilde opleggen. Door de vele kritiek van lokale besturen werd bekendgemaakt dat Infrabel de lijn toch niet zou sluiten.

## Huidige toestand
De lijn is enkelsporig en geëlektrificeerd van Mechelen tot Sint-Niklaas, met kruisingsmogelijkheid in elk station, behalve in dat van Bornem.
Tussen Sint-Niklaas en Terneuzen werd het reizigersverkeer opgeheven op 6 oktober 1951 (Hulst – Terneuzen) en op 18 mei 1952 (Sint-Niklaas – Hulst). Het goederenverkeer tussen Sint-Niklaas en De Klinge (grens met Nederland) werd opgeheven in oktober 1975.
Op de bedding van het tracé Sint-Niklaas – Hulst (eerder tot De Klinge) is een geasfalteerd fiets- en wandelpad aangelegd dat deel uitmaakt van het fietsroutenetwerk van het Waasland en Zeeland; het pad loopt loodrecht van een bocht met de naam Mechelen-Terneuzenwegel ten westen van station Sint-Niklaas langs de Stationstraat van Sint-Gillis-Waas tot een andere bocht in Hulst, ten zuiden van de Buitenvest en ten oosten van het Stationsplein. Het deel van Sint-Niklaas tot de Nederlandse grens is fietssnelweg F411.
Het Nederlandse deel van het tracé bestaat nog deels als niet geëlektrificeerde, meestal enkelsporige goederenlijn vanaf Terneuzen naar het industrieterrein Sluiskil-Oost en vandaar naar het bedrijventerrein op de Axelse Vlakte. Het goederenverkeer tussen De Klinge en Axel-aansluiting werd opgeheven in juli 1968. Dit oostelijke deel van het tracé tot de grens met België is opgebroken in 1984. De ligging ervan is deels in het landschap nog herkenbaar, meestal als grenzen tussen velden maar ook aan sommige straatnamen zoals de Oude Spoorbaan en de Stationsstraat in Axel en het Stationsplein in Hulst.

## Treindiensten
De NMBS verzorgt het personenvervoer met L en P treinen 
| Serie | Verbinding                                        | Opmerkingen                                                                     |
| ----- | ------------------------------------------------- | ------------------------------------------------------------------------------- |
| L     | Sint-Niklaas – Puurs – Mechelen – Haacht – Leuven | Rijdt enkel op weekdagen                                                        |
| L     | Sint-Niklaas – Puurs – Mechelen                   | Rijdt enkel in het weekend                                                      |
| P     | Sint-Niklaas – Puurs – Mechelen – Haacht – Leuven | Rijdt enkel tijdens de spits                                                    |
| P     | Sint-Niklaas – Puurs – Mechelen                   | Rijdt enkel tijdens de spits Extra rit op woensdagmiddag tijdens het schooljaar |

## Aansluitingen
In de volgende plaatsen is of was er een aansluiting op de volgende spoorlijnen:
Y Heike
Spoorlijn 53 tussen Schellebelle en Leuven
Willebroek
Spoorlijn 61 tussen Kontich / Mortsel en Aalst
Puurs
Spoorlijn 52 tussen Dendermonde en Antwerpen-Zuid
Sint-Niklaas
Spoorlijn 56 tussen Y Grembergen en Sint-Niklaas
Spoorlijn 59 tussen Y Oost-Berchem en Gent-Dampoort
Sint-Gillis-Waas
Spoorlijn 77 tussen Sint-Gillis-Waas en Zelzate
Terneuzen
Spoorlijn 55 tussen Gent-Sint-Pieters en Terneuzen

## Afbeeldingen

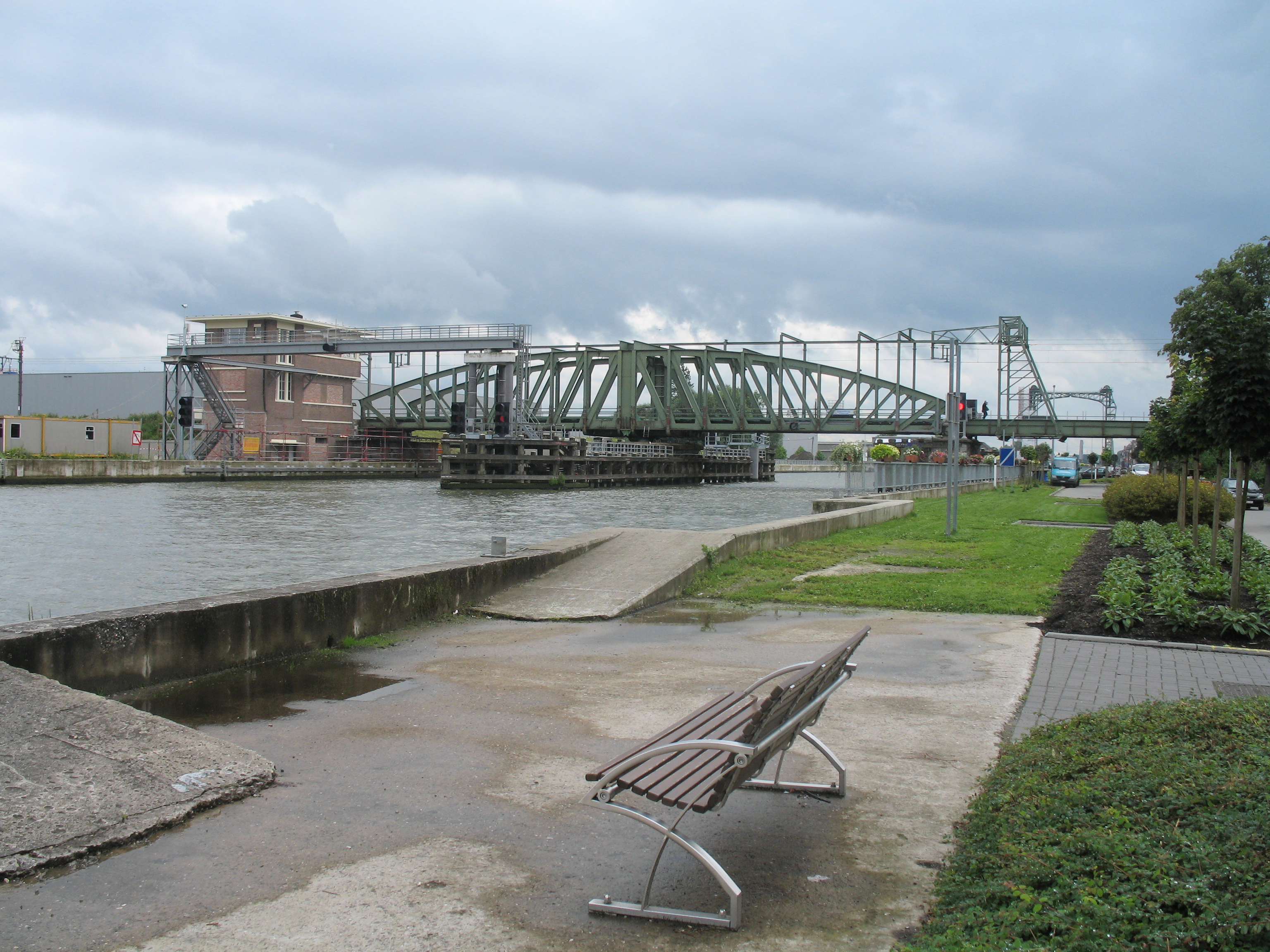
IJzerenbrug te Willebroek over het Zeekanaal Brussel-Schelde.
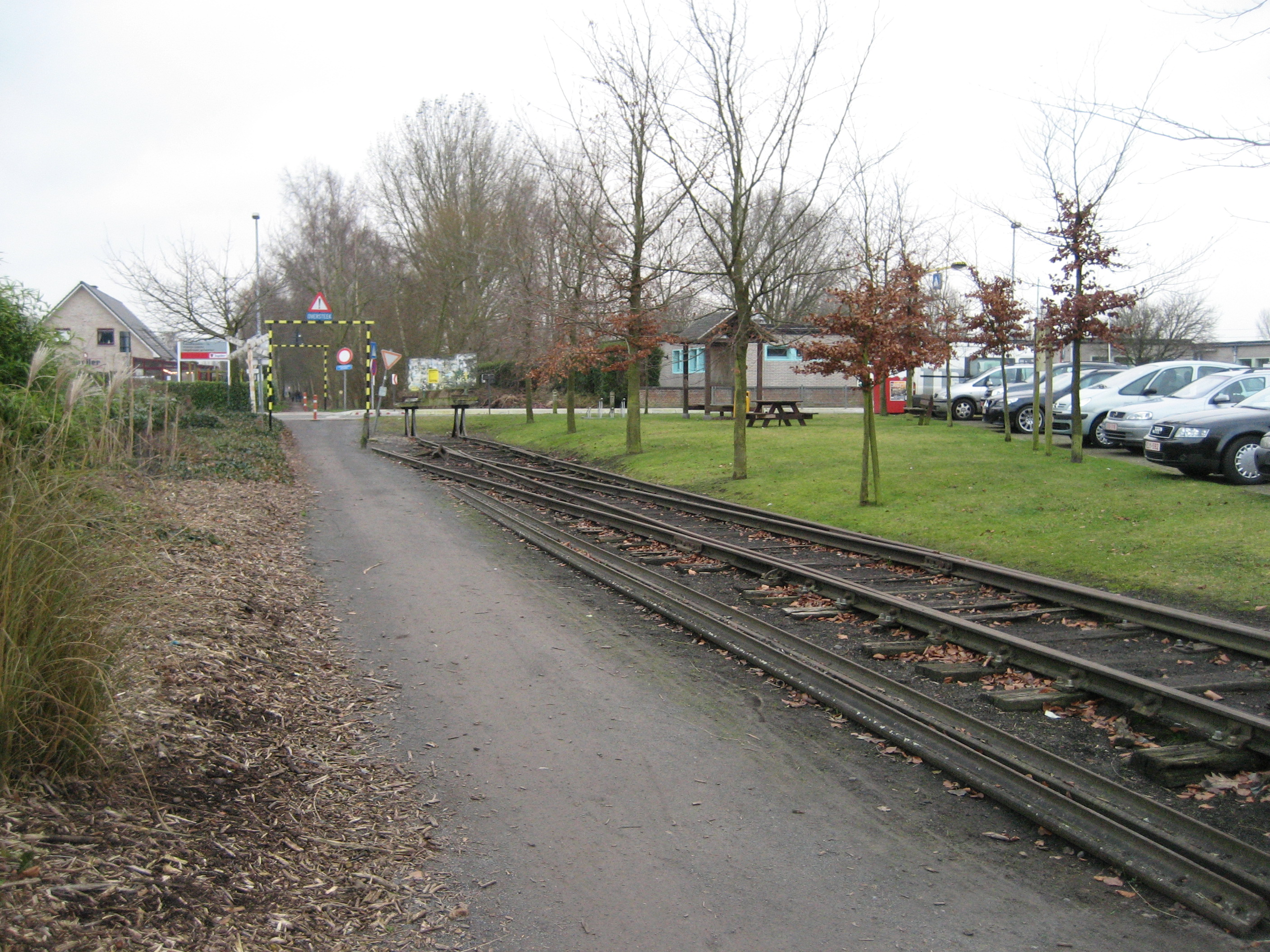
Laatste restant in De Klinge.
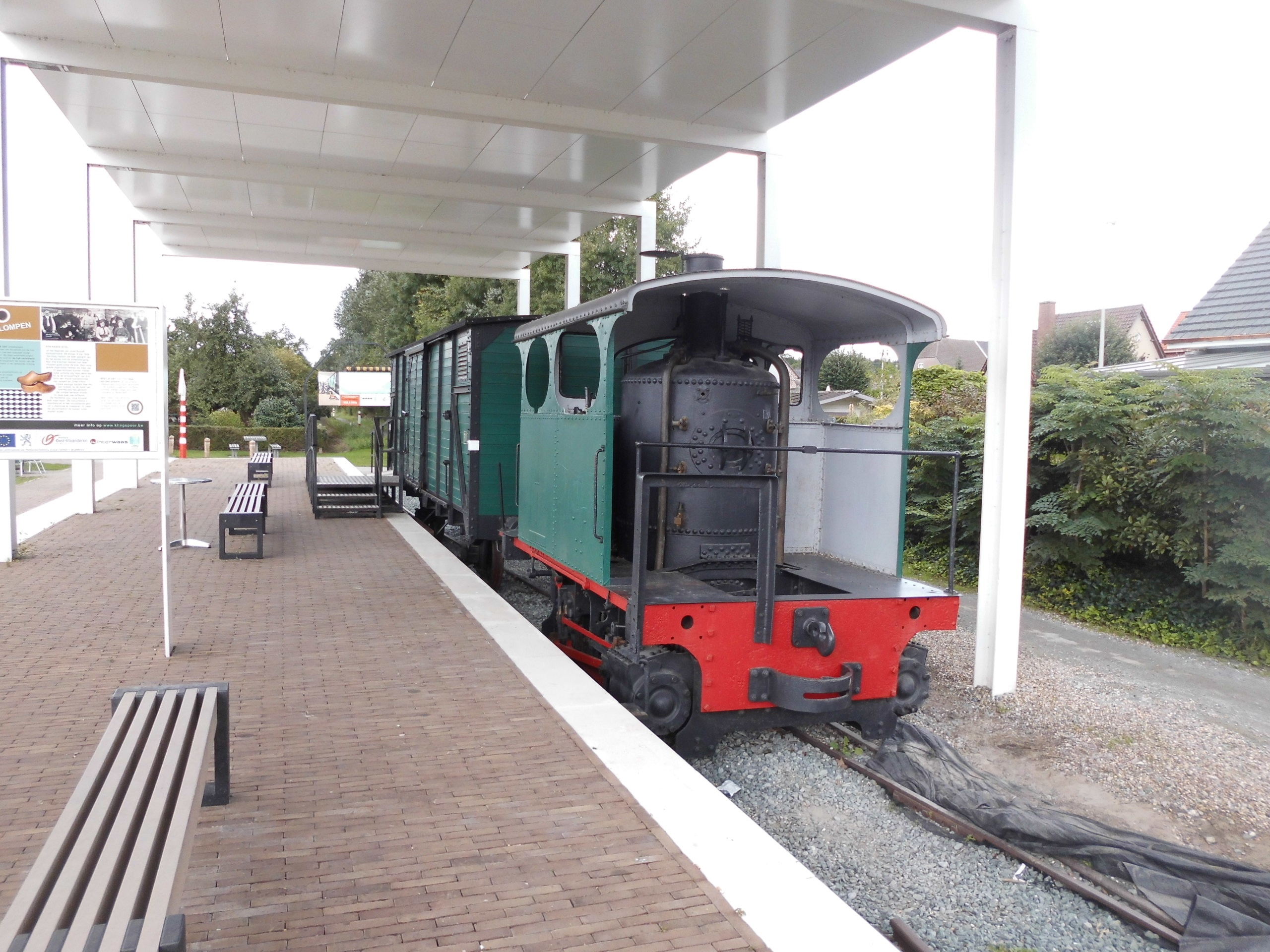
Op de locatie van voormalig station De Klinge.
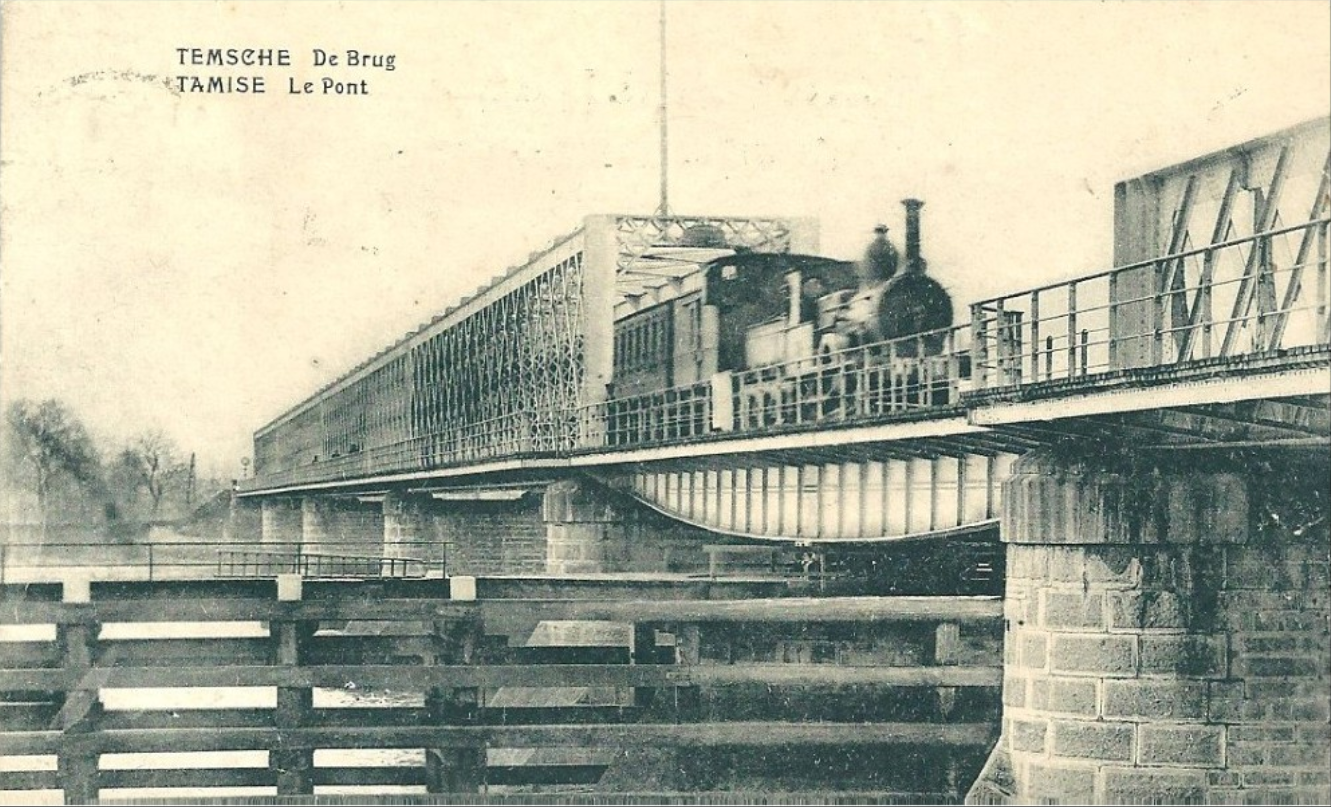
De eerste brug over de Schelde bij Temse (1870-1940).